# Elke van Meer
Elke van Meer (4 april 1988) is een Nederlandse rugbyster. Ze speelt als outside center.
Ze was speler van "Rugbyclub The Dukes" uit 's-Hertogenbosch. Per 2009 speelt ze bij RC Tilburg. Per 2009 neemt ze tevens deel aan de selectie voor het WK 7's rugby in Dubai.
In 2015 werd Van Meer opgenomen in de EK-selectie.